# Mat Marshall
Mat Marshall (* 10. November 1990 in Lumsden) ist ein neuseeländischer Straßenradrennfahrer.
Mat Marshall gewann 2007 bei der Ozeanienmeisterschaft in Invercargill die Bronzemedaille im Einzelzeitfahren der Juniorenklasse. Bei der Ozeanienmeisterschaft im November 2009 gewann er die Bronzemedaille im Zeitfahren der U23-Klasse. Im Straßenrennen belegte er den zweiten Platz und gewann somit Silber in der Elite- und in der U23-Klasse. Seit 2011 fährt Marshall für das australische Continental Team Genesys Wealth Advisers.

## Erfolge
2007
- Ozeanienmeisterschaft – Einzelzeitfahren (Junioren)

2009
- Ozeanienmeisterschaft – Einzelzeitfahren (U23)
- Ozeanienmeisterschaft – Straßenrennen
- Ozeanienmeisterschaft – Straßenrennen (U23)

## Teams
- 2011 Genesys Wealth Advisers
- 2012 Genesys Wealth Advisers (bis 31. Juli)